# Повхатан (Арканзас)
Повхатан (англ. Powhatan) — місто (англ. town) в США, в окрузі Лоуренс штату Арканзас. Населення — 104 особи (2020).

## Географія
Повхатан розташований за координатами 36°5′5″ пн. ш. 91°7′15″ зх. д. / 36.08472° пн. ш. 91.12083° зх. д. (36.084722, -91.120734).  За даними Бюро перепису населення США в 2010 році місто мало площу 0,64 км², уся площа — суходіл. В 2017 році площа становила 0,56 км², уся площа — суходіл.

## Демографія
Згідно з переписом 2010 року, у місті мешкали 72 особи в 28 домогосподарствах у складі 20 родин. Густота населення становила 112 особи/км².  Було 28 помешкань (44/км²). 
Расовий склад населення:
| - 100,0 % — білих |

До двох чи більше рас належало 0,0 %. Іспаномовні складали 0,0 % від усіх жителів.
За віковим діапазоном населення розподілялося таким чином: 27,8 % — особи молодші 18 років, 61,1 % — особи у віці 18—64 років, 11,1 % — особи у віці 65 років та старші. Медіана віку мешканця становила 33,7 року. На 100 осіб жіночої статі у місті припадало 80,0 чоловіків;  на 100 жінок у віці від 18 років та старших — 73,3 чоловіків також старших 18 років.
Середній дохід на одне домашнє господарство  становив 35 173 долари США (медіана — 29 750), а середній дохід на одну сім'ю — 40 020 доларів (медіана — 30 833). За межею бідності перебувало 26,3 % осіб, у тому числі 52,6 % дітей у віці до 18 років та 10,0 % осіб у віці 65 років та старших.
Цивільне працевлаштоване населення становило 23 особи. Основні галузі зайнятості: роздрібна торгівля — 43,5 %, науковці, спеціалісти, менеджери — 17,4 %, транспорт — 13,0 %, виробництво — 13,0 %.